# Penstemon glaber
Penstemon glaber là một loài thực vật có hoa trong họ Mã đề. Loài này được Pursh mô tả khoa học đầu tiên năm 1814.

## Hình ảnh

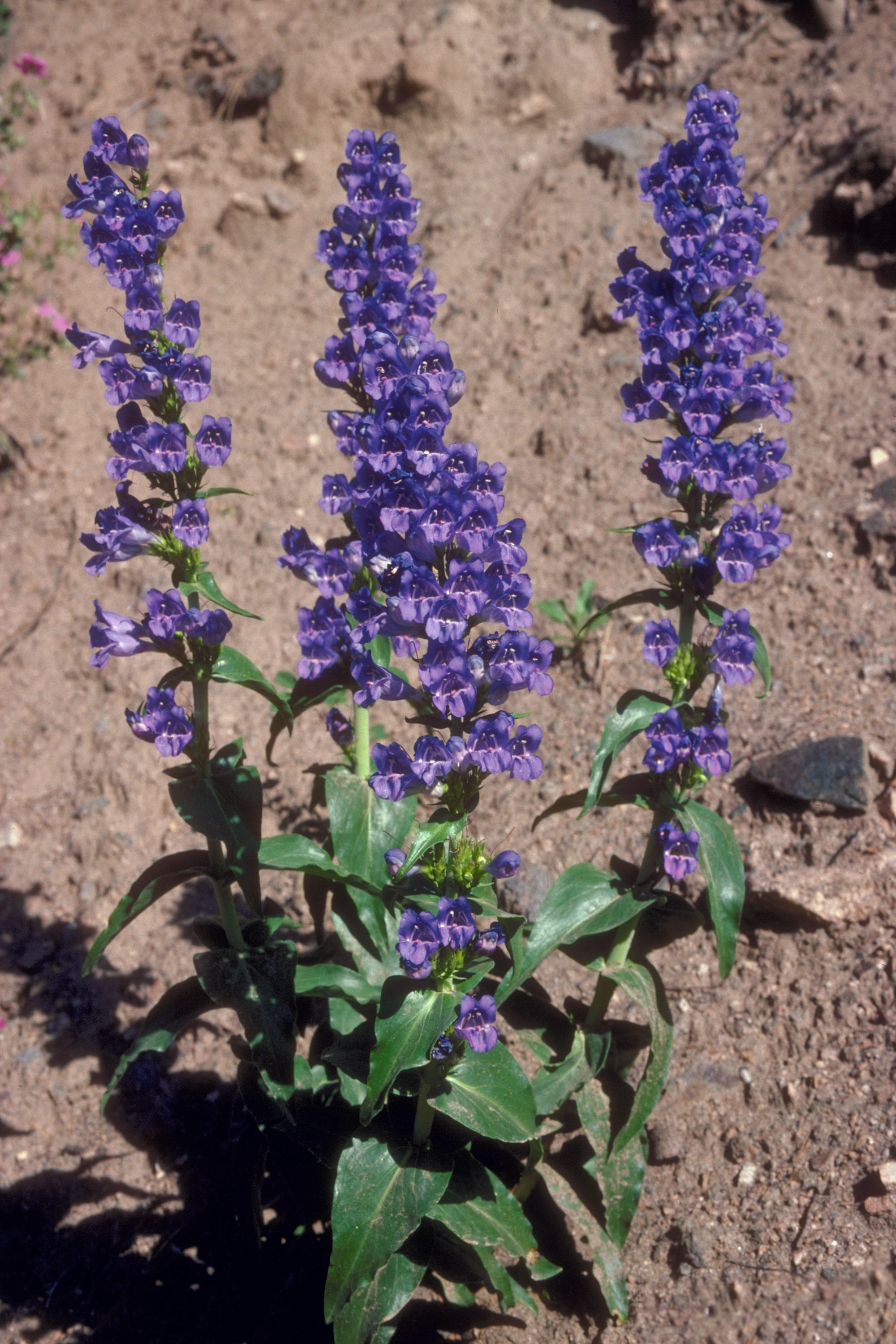
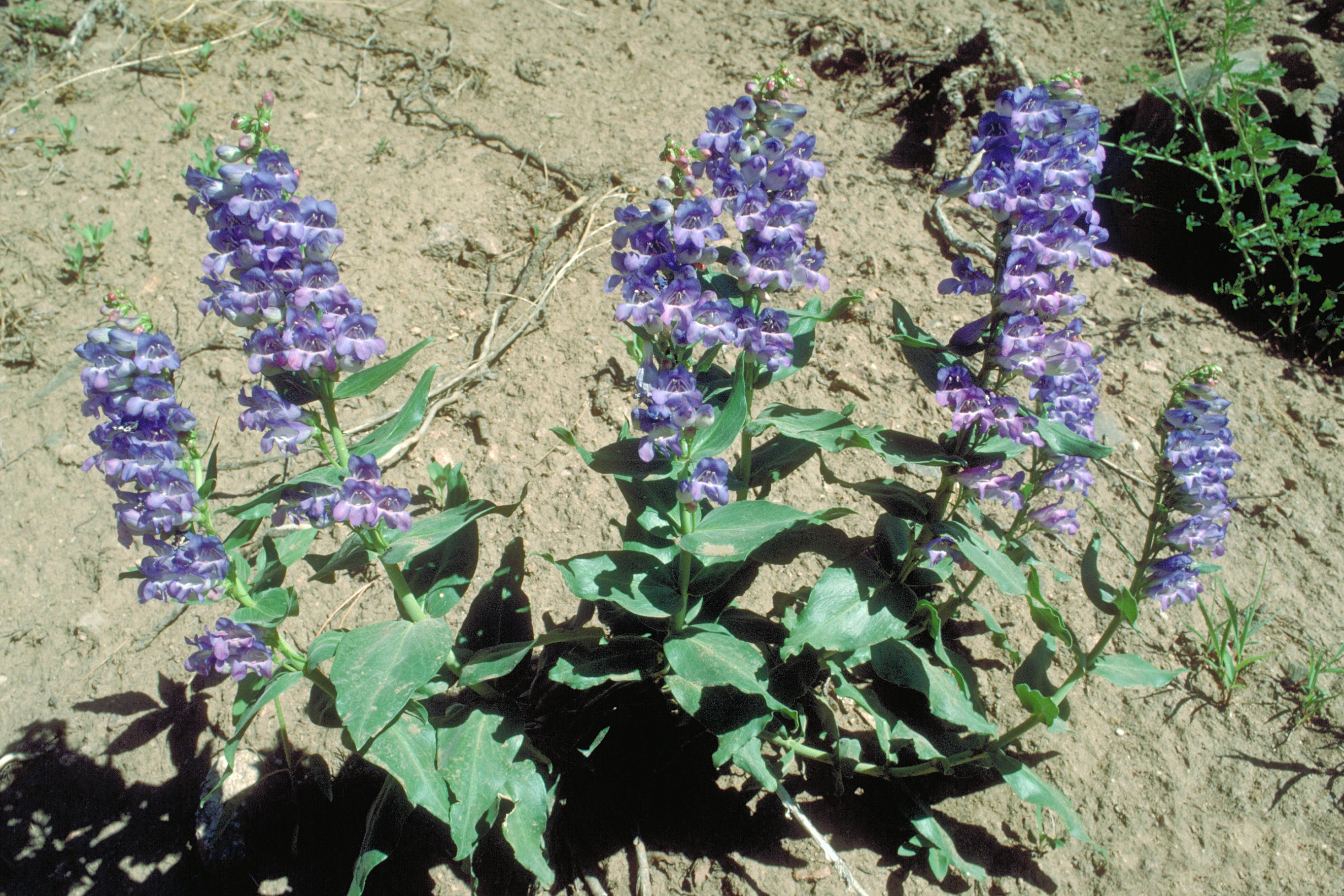
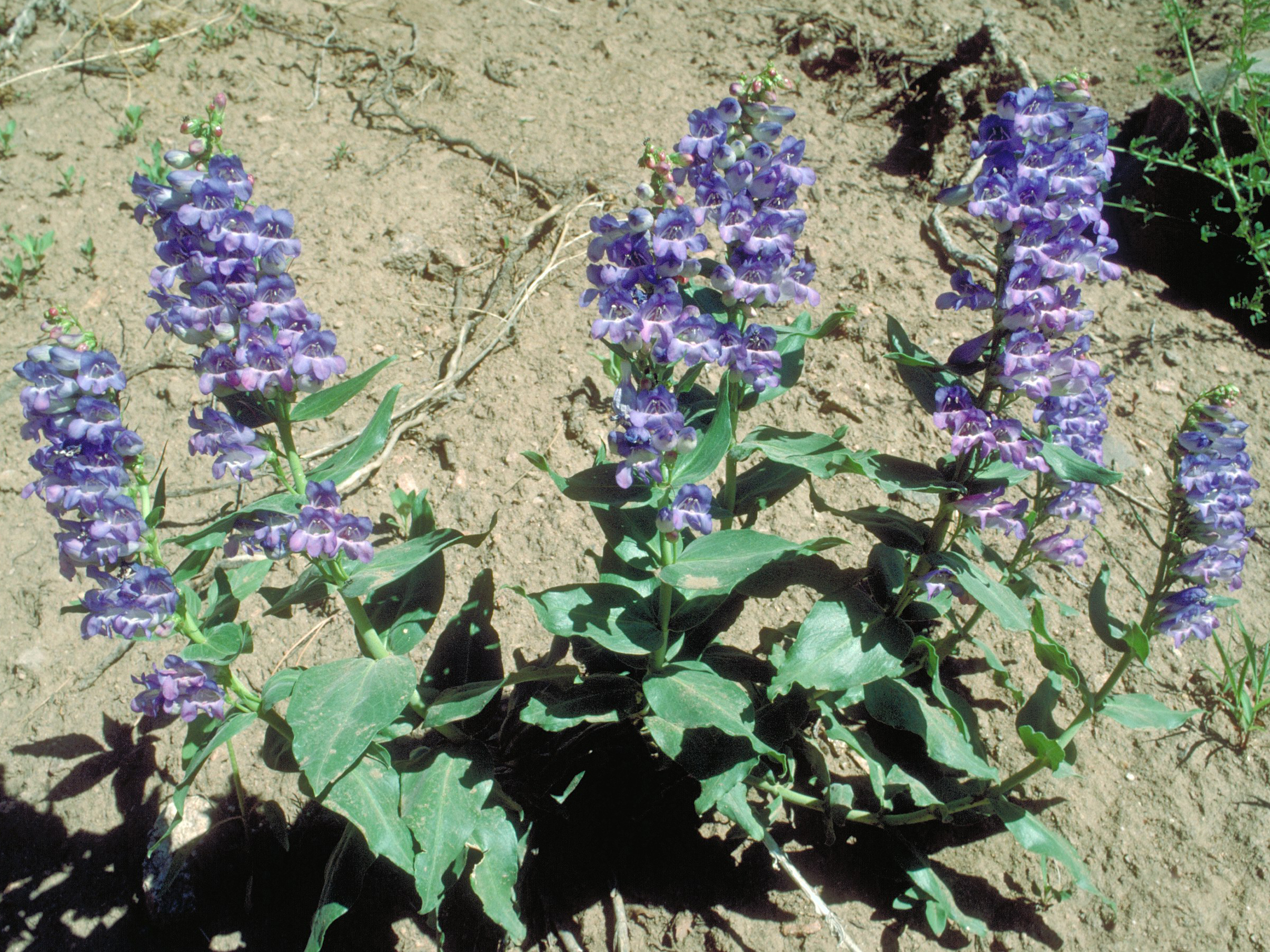
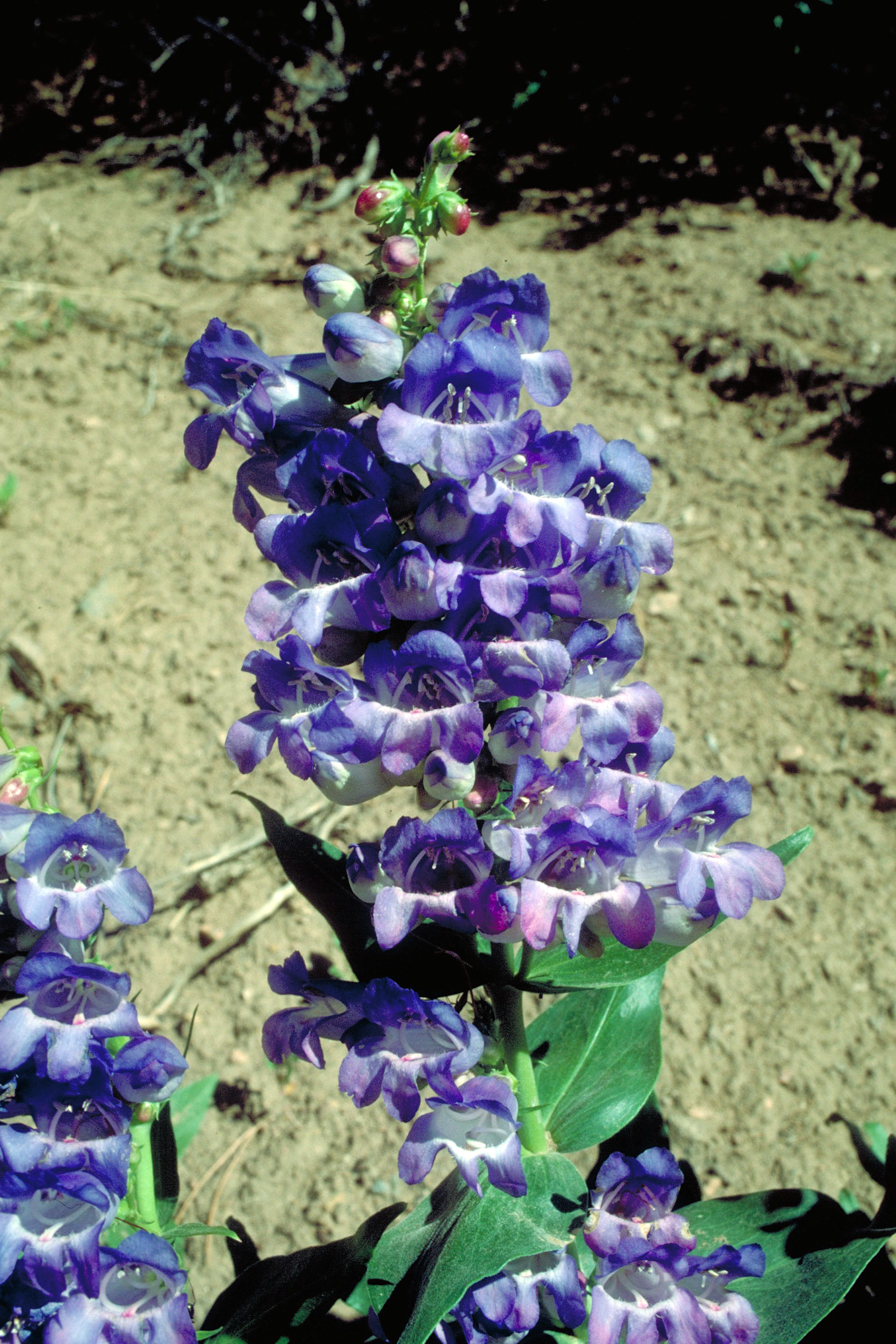